# Carney Park
Il Carney Park è una struttura militare degli Stati Uniti situata a Pozzuoli.

## Descrizione
Istituita il 21 maggio 1966 da parte del MWR come struttura di carattere "ricreativo", cioè di supporto a una serie di necessità della comunità militare statunitense presente in Italia, con impianti sportivi, "verde pubblico" e attività culturali nonché per altre attività puramente ricreative, è intitolata all'ammiraglio a quattro stelle Robert B. Carney che servì come capo delle operazioni navali durante l'amministrazione Eisenhower.
Il sito di 39 ettari (96 acri) è una struttura unica nel suo genere, area di competenza degli Stati Uniti tra le più grandi in Italia e in dotazione al Dipartimento della difesa degli Stati Uniti, e occupa la caldera del Campiglione, nei Campi Flegrei, collocandosi ai piedi del Monte Corvara, parte settentrionale del vulcano Gauro.

## Accessibilità
Si tratta di una struttura statale degli Stati Uniti a ingresso libero per membri attivi, veterani e familiari delle forze armate statunitensi, indipendentemente dallo scenario in cui sono o sono state impiegate. Come per le altre basi in Italia e negli Stati Uniti, è consentito attraverso uno sponsor, cioè un militare statunitense o familiare dotato di ID card militare, l'ingresso a militari e civili di altri paesi alleati come l'Italia, con numeri che variano a seconda dei casi.
I cittadini di almeno dodici paesi, tra cui Bielorussia, Cina, Cuba, Iran, Russia e Venezuela, possono accedere alla base solo dopo un processo di revisione rafforzato, che include l'approvazione di un ufficiale comandante della base.

## Festa americana

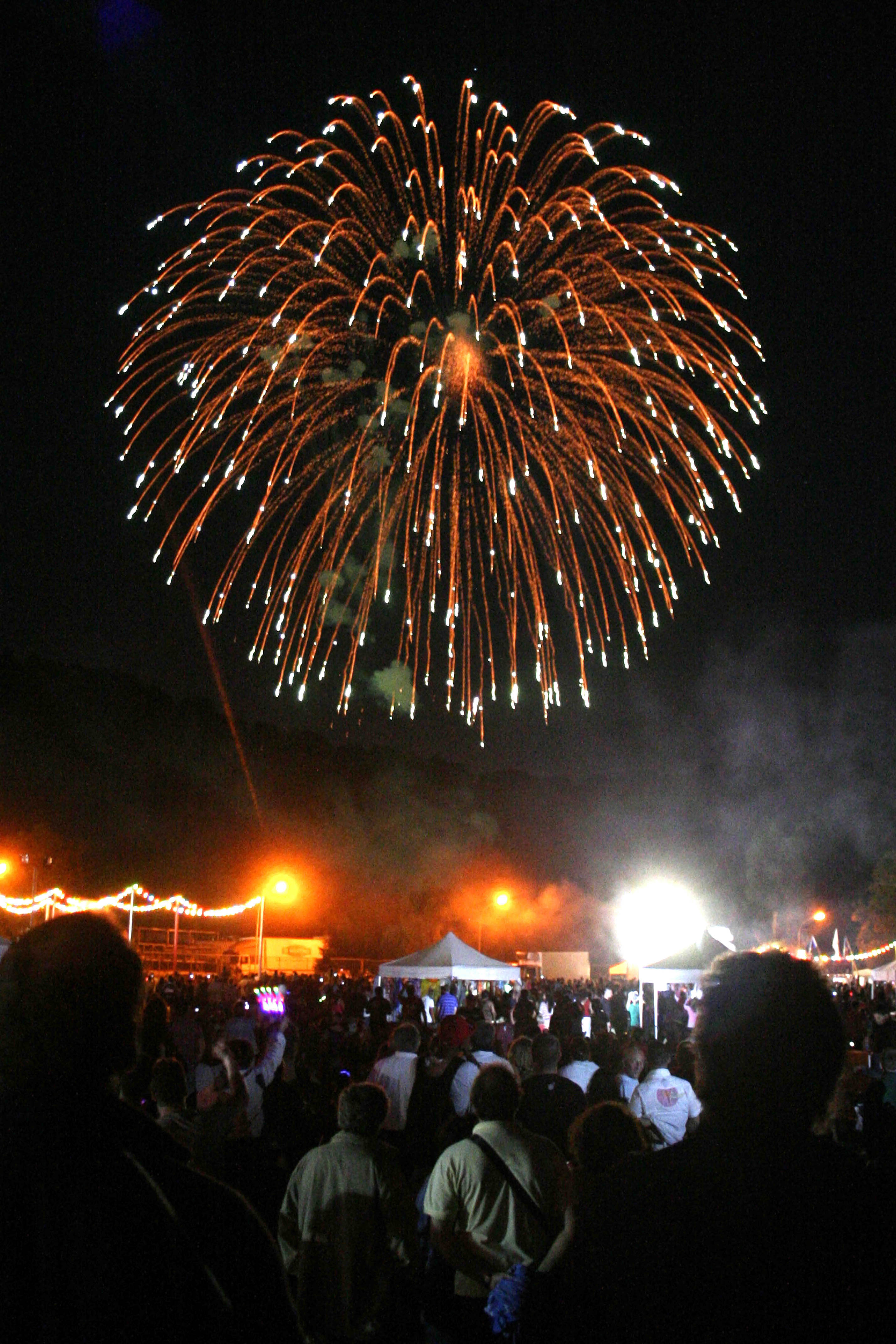
Spettacolo pirotecnico a Carney Park durante la celebrazione del Giorno dell'Indipendenza nel 2011

Ospita tradizionalmente ogni anno, tra la fine di giugno e l'inizio di luglio, in occasione del giorno dell'indipendenza, la storica festa americana, da oltre mezzo secolo una delle poche occasioni che consentono a civili e italiani contatti con la comunità militare USA nonché con la caldera del Campiglione, normalmente interdetta da controlli più stringenti.

## Critiche
Il geologo e divulgatore televisivo Mario Tozzi ha citato la struttura militare tra i tanti esempi di snaturazione dei crateri dei Campi Flegrei a opera spesso di scelte governative. Il Gauro non è un vulcano estinto ma attivo come tutta l'area flegrea che attraversa fasi di unrest molto critiche che hanno più volte comportato l'evacuazione di Pozzuoli.